# .mm
.mm és el domini de primer nivell territorial (ccTLD) de Birmània (oficialment, la República de la Unió de Myanmar). Es va assignar el 1997. Abans de 1989, el codi alpha-2 ISO 3166 per a Birmània era BU, però no es va arribar a assignar el domini de primer nivell .bu.

## Història
Eagle Group, una empresa de dos immigrants australians a Birmània, va posar en marxa el primer accés a Internet de Birmània el 1997. Van contractar una empresa anglesa anomenada Digiserve, per proporcionar un servei de DNS per al .mm. Els dos servidors de noms de Digiserve, ns1.digiserve.com i ns2.digiserve.com, feien d'arrel del domini .mm. El 1999, el govern birmà va tancar el servei d'Eagle Group.
Després, aquests dos servidors van delegar l'autoritat SOA dels dominis .com.mm, .net.mm, .edu.mm i org.mm als dos servidors de noms gestionats per Correus i Telecomunicacions de Myanmar, ns0.mpt.net.mm i ns1.mpt.net.mm, amb els dos servidors localitzats a Yangon.
El febrer de 2002, activistes pro-democràcia van prendre el control dels servidors DNS de Digiserve, i van desviar durant tres dies el trànsit de tots els dominis .mm, inclòs www.gov.mm, cap a un web que exigia l'alliberament del famós líder estudiantil Min Ko Naing.
A principis de 2005, el ministeri va prendre finalment el control de l'espai de noms .mm i va substituir els servidors de noms de Digiserve pels seus propis.
Les empreses de Myanmar podien registrar noms de domini dins de les zones .net.mm i .com.mm mitjançant Myanmar Teleport (abans Bagan Cybertech) o directament amb Correus i Telecomunicacions de Myanmar. Els noms de domini .edu.mm, .org.mm, .gov.mm estan reservats per a l'ús oficial i del govern. Encara no existia www.nic.mm ni es donava servei de whois.
Més endavant, el servei de Myanmar Teleport (abans Bagan Cybertech) també el va clausurar el govern birmà. Ara, només Myanmar Post & Telecomms Arxivat 2011-04-20 a Wayback Machine. controla tots els serveis d'Internet i email.